# КК ЦСКА Москва
Кошаркашки клуб ЦСКА Москва (рус. Баскетбольный клуб ЦСКА Москва) је руски професионални кошаркашки клуб из Москве. Клуб је део спортског друштва ЦСКА Москва. Тренутно се такмичи у ВТБ јунајтед лиги.

## Историја клуба
Клуб је основан 1924. године када је била окупљена екипа под надзором ОППВ (одељење Основне војне обуке у бившем Совјетском Савезу) која је почела да се такмичи у првенству Москве.
Клуб је први пут заиграо у првенству Совјетског Савеза под именом ЦДКА (што би могло да буде преведено као Централни дом Црвене армије) 1938. године. Вреди напоменути да је првенство Совјетског Савеза пре 1937. године било у ствари такмичење градова а не тимова, и да је тим Москве са играчима ЦДКА у свом саставу освајао турнир три пута (1924, 1928 и 1935. године). После Другог светског рата ЦДКА поново учествује у првенству Совјетског Савеза и одмах осваја прво место.
Клуб је 1955. године преименован у ЦСК МО (Централни спортски клуб Министарства одбране), али тим није остваривао запажене резултате до усвајања његовог садашњег имена 1960. године. На челу са Јевгенијем Алексејевим и касније Арменаком Алачачјаном, ЦСКА осваја неколико титула у домаћем шампионату и три Европска купа 1961, 1963 и 1969. године.
Година 1969. је означила почетак велике ере на челу са Александром Гомељским. Током његовог вођства које је трајало до 1980. године, ЦСКА није освојио титулу у првенству Совјетског Савеза само једанпут. Чак шта више додата је још једна титула европског шампиона 1971. године. ЦСКА је наставио победнички низ под Јуријем Селиковим и Сергејем Беловим који су поставили вечити рекорд од осам узастопних титула у домаћем шампионату.
Последње године постојања Совјетског Савеза обележене су жестоким ривалством између ЦСКА и Жалгириса. Након распада државе клуб није имао праве ривале у руском првенству. Под вођством тренера Станислава Јеремина освајају 9 узастопних титула. Након тога следе две године без трофеја што је натерало председника Александра Гомељеског на значајне промене.
До великог помака у тимској и клупској инфраструктури дошло је под вођством Душана Ивковића када је ЦСКА повратио доминацију у домаћој лиги и постао вишегодишњи узастопни учесник Фајнал фора Евролиге. Ипак, први успех у Европи дошао је под вођством Етореа Месине када су освојене две титуле у Евролиги 2006. и 2008. године.
ЦСКА Москва је уочи почетка 2023/24 сезоне узела учешће на кошаркашком турниру у Бањалуци, на ком је освојила друго мјесто.

## Успеси

### Национални
- Првенство СССР
  - Првак (24) : 1945, 1960, 1961, 1962, 1964, 1965, 1966, 1969, 1970, 1971, 1972, 1973, 1974, 1976, 1977, 1978, 1979, 1980, 1981, 1982, 1983, 1984, 1988, 1990.
  - Вицепрвак (11) : 1946, 1951, 1953, 1954, 1955, 1957, 1958, 1975, 1985, 1986, 1987.
- Првенство Русије
  - Првак (28) : 1992, 1993, 1994, 1995, 1996, 1997, 1998, 1999, 2000, 2003, 2004, 2005, 2006, 2007, 2008, 2009, 2010, 2011, 2012, 2013, 2014, 2015, 2016, 2017, 2018, 2019, 2021, 2024.
  - Вицепрвак (1) : 2022.
- Куп СССР
  - Победник (3) : 1972, 1973, 1982.
- Куп Русије
  - Победник (4) : 2005, 2006, 2007, 2010.
  - Финалиста (3) : 2003, 2004, 2008.

### Регионални
- ВТБ јунајтед лига [а]
  - Победник (12) : 2010, 2012, 2013, 2014, 2015, 2016, 2017, 2018, 2019, 2021, 2024, 2025.
  - Финалиста (2) : 2011, 2022.
- Суперкуп ВТБ јунајтед лиге
  - Победник (2) : 2021, 2024.
  - Финалиста (1) : 2022.
- Северноевропска лига
  - Победник (1) : 2000.

### Међународни
- Евролига
  - Победник (8) : 1961, 1963, 1969, 1971, 2006, 2008, 2016, 2019.
  - Финалиста (6) : 1965, 1970, 1973, 2007, 2009, 2012.
- Трипла круна (1) : 2006.

## Успеси
| Такмичење                   | Такмичење                 | Број                      | Година |                           |                           |
| Национално првенство — 52   | Национално првенство — 52 | Национално првенство — 52 | Национално првенство — 52 | Национално првенство — 52 | Национално првенство — 52 |
| --------------------------- | ------------------------- | ------------------------- | --- | ------------------------- | ------------------------- |
| Првенство СССР              | Првак                     | 24                        | 1945, 1960, 1960/61, 1961/62, 1963/64, 1964/65, 1965/66, 1968/69, 1969/70, 1970/71, 1971/72, 1972/73, 1973/74, 1975/76, 1976/77, 1977/78, 1978/79, 1979/80, 1980/81, 1981/82, 1982/83, 1983/84, 1987/88, 1989/90.                                        |                           |                           |
| Првенство СССР              | Други                     | 11                        | 1946, 1950/51, 1952/53, 1953/54, 1955, 1957, 1958, 1974/75, 1984/85, 1985/86, 1986/87. |                           |                           |
| Првенство Русије            | Првак                     | 28                        | 1992, 1992/93, 1993/94, 1994/95, 1995/96, 1996/97, 1997/98, 1998/99, 1999/00, 2002/03, 2003/04, 2004/05, 2005/06, 2006/07, 2007/08, 2008/09, 2009/10, 2010/11, 2011/12, 2012/13, 2013/14, 2014/15, 2015/16, 2016/17, 2017/18, 2018/19, 2020/21, 2023/24. |                           |                           |
| Првенство Русије            | Други                     | 1                         | 2021/22. |                           |                           |
| Национални куп — 7          |                           |                           | |                           |                           |
| Куп СССР                    | Победник                  | 3                         | 1971/72, 1972/73, 1981/82. |                           |                           |
| Куп СССР                    | Финалиста                 | 0                         | / |                           |                           |
| Куп Русије                  | Победник                  | 4                         | 2004/05, 2005/06, 2006/07, 2009/10. |                           |                           |
| Куп Русије                  | Финалиста                 | 3                         | 2002/03, 2003/04, 2007/08. |                           |                           |
| Регионална такмичења — 15   |                           |                           | |                           |                           |
| ВТБ лига                    | Победник                  | 12                        | 2009/10, 2011/12, 2012/13, 2013/14, 2014/15, 2015/16, 2016/17, 2017/18, 2018/19, 2020/21, 2023/24, 2024/25у. |                           |                           |
| ВТБ лига                    | Финалиста                 | 2                         | 2010/11, 2021/22. |                           |                           |
| Суперкуп ВТБ лиге           | Победник                  | 2                         | 2021, 2024. |                           |                           |
| Суперкуп ВТБ лиге           | Финалиста                 | 1                         | 2022. |                           |                           |
| Северноевропска лига        | Победник                  | 1                         | 2000. |                           |                           |
| Северноевропска лига        | Финалиста                 | 0                         | / |                           |                           |
| Континентална такмичења — 8 |                           |                           | |                           |                           |
| Евролига                    | Победник                  | 8                         | 1960/61, 1962/63, 1968/69, 1970/71, 2005/06, 2007/08, 2015/16, 2018/19. |                           |                           |
| Евролига                    | Финалиста                 | 6                         | 1964/65, 1969/70, 1972/73, 2006/07, 2008/09, 2011/12. |                           |                           |
| Евролига                    | Полуфинале                | 1                         | 1961/62. |                           |                           |
| Евролига                    | 3. место                  | 8                         | 1965/66, 1976/77, 1995/96, 2003/04, 2009/10, 2012/13, 2014/15, 2016/17. |                           |                           |
| Евролига                    | 4. место                  | 8                         | 1982/83, 1984/85, 2000/01, 2002/03, 2004/05, 2013/14, 2017/18, 2020/21. |                           |                           |

## Познати тренери
|  | - - Арменак Алачачјан - - Александар Гомељски - Душан Ивковић - Душко Вујошевић - Еторе Месина - - Јевгениј Пашутин |